# Vlag van Krimpen aan de Lek

Vlag van de gemeente Krimpen aan de Lek
(1974-1985)

De vlag van Krimpen aan de Lek is op 29 augustus 1974 bij raadsbesluit vastgesteld als de officiële vlag van de Zuid-Hollandse gemeente Krimpen aan de Lek. De vlag kan als volgt worden beschreven:
Vijf banen van wit en blauw, met een hoogteverhouding 2:1:2:1:2 en drie zwarte liggende wassenaars (diameter 3/11 van de vlaghoogte), geplaatst op 5/18 en 13/18 van de vlaglengte, met het middelpunt op  5/14 van de vlaghoogte, en op 1/2 vlaglengte met het middelpunt op 9/14 van de vlaghoogte.
De vlag zou volgens de bijgevoegde tekening geconstrueerd moeten worden.
De drie liggende wassenaars zijn ontleend aan het gemeentewapen, terwijl de blauwe banen water voorstellen, in elk geval de Lek. Onduidelijk is waarom er twee blauwe banen in de vlag zijn geplaatst. De plaatsnaam betekent "oversteekplaats aan de Lek", wat de plaatsing van de wassenaars op de blauwe banen kan verklaren. Deze lijken de rivier over te steken.
In 1985 ging Krimpen aan de Lek samen met Lekkerkerk op in de gemeente Nederlek. De vlag kwam daardoor als gemeentevlag te vervallen. Sinds 1 januari 2015 valt Krimpen aan de Lek onder de gemeente Krimpenerwaard.

## Verwante afbeeldingen

Het wapen van Krimpen aan de Lek
De vlag van Nederlek

Alkemade 
· Ameide 
· Ammerstol 
· Arkel 
· Asperen 
· Benthuizen 
· Bergambacht 
· Bergschenhoek 
· Berkel en Rodenrijs 
· Bernisse 
· Binnenmaas 
· Bleiswijk 
· Bleskensgraaf en Hofwegen
· Bodegraven 
· Boskoop
· Brielle 
· Cromstrijen 
· De Lier 
· Delfshaven 
· Dirksland 
· Everdingen 
· Geervliet 
· Giessenburg 
· Giessenlanden
· Goedereede 
· Goudswaard 
· Graafstroom 
· 's-Gravendeel 
· 's-Gravenzande 
· Groot-Ammers
· Hagestein 
· Haastrecht 
· Hazerswoude 
· Heenvliet 
· Heerjansdam 
· Hei- en Boeicop
· Heinenoord
· Hellevoetsluis 
· Hillegersberg
· Jacobswoude
· Kamerik
· Korendijk
· Koudekerk aan den Rijn
· Krimpen aan de Lek
· Langerak
· Leerdam
· Leidschendam
· Leimuiden
· Lexmond
· Liemeer
· Liesveld
· Maasland
· Middelharnis
· Mijnsheerenland
· Moerhuizen
· Moerkapelle
· Molenwaard
· Monster
· Moordrecht
· Naaldwijk
· Nederlek
· Nieuw-Beijerland
· Nieuwerkerk aan den IJssel
· Nieuw-Lekkerland
· Nieuwpoort
· Nieuwveen
· Noordwijkerhout
· Nootdorp
· Numansdorp
· Oostflakkee
· Oostvoorne
· Oud-Alblas
· Oud-Beijerland 
· Oude-Tonge 
· Oudenhoorn 
· Ouderkerk 
· Ouderkerk aan den IJssel
· Overschie
· Piershil 
· Pijnacker 
· Poortugaal 
· Puttershoek 
· Reeuwijk 
· Rhoon 
· Rijnsaterwoude 
· Rijnsburg 
· Rijnwoude 
· Rockanje 
· Rozenburg 
· Sassenheim 
· Schelluinen 
· Schipluiden 
· Schoonhoven 
· Schoonrewoerd 
· Sommelsdijk 
· Spijkenisse 
· Streefkerk 
· Strijen 
· Ter Aar 
· Valkenburg 
· Vianen 
· Vierpolders 
· Vlist 
· Voorburg 
· Voorhout 
· Warmond 
· Wateringen 
· Westmaas 
· Westvoorne 
· Woerden 
· Woubrugge 
· Zederik 
· Zevenhoven 
· Zevenhuizen 
· Zevenhuizen-Moerkapelle 
· Zuid-Beijerland 
· Zuidland 
· Zwammerdam 
· Zwartewaal